# 簡易軌道知安別線
- 知安別線
- チャンベツ線
- 茶安別線

簡易軌道知安別線（かんいきどうちゃんべつせん、チャンベツ線、茶安別線）は、かつて北海道川上郡標茶村（現：標茶町）と厚岸郡太田村（現在は標茶町の一部に編入された区域）間を運行していた殖民軌道である。

## 路線データ
- 使用開始:1938年
- 廃止:1942年
- 路線距離:7.075km

### 停留所
| 停留所名等 | km    | 所在地                                   | 現在の住所               |
| ---------- | ----- | ---------------------------------------- | ------------------------ |
| 始点       | 0     | 川上郡標茶村字標茶市街省線標茶駅前       | 標茶町平和               |
| 標茶       | 0.065 | 川上郡標茶村字標茶市街省線標茶駅前       | 標茶町平和               |
| 宮文       | 5.085 | 厚岸郡太田村字チャンベツ原野基線三号     | 標茶町チャンベツ原野基線 |
| 終点       | 7.075 | 厚岸郡太田村字チャンベツ原野西一線南二号 | 標茶町チャンベツ原野     |

## 歴史

### 軌道開通前
太田村には1890年に入殖が始まり、1916年にはチャンベツ地区への入植が始まる。当時、標茶から厚岸に通じる道路はチャンベツ地区を通らず西側の雷別地区を通過しており、チャンベツ地区への新たな交通の整備が望まれた。そこで1919年に標茶から厚岸まで、チャンベツ地区を通るルートで菱川線が計画され翌年には国会で敷設が決定されたが、関東大震災によって工事が中止され、太田村の開拓が遅れたことからこの計画はたち消えた。その後チャンベツ地区には厚岸からの道路開削が行われ、未舗装ながら交通路が確保されて徐々に開拓が進んでいった。その後、他の釧路・根室地区の集落と同様に徐々に産業は農業から酪農主体に転換が行われ、生乳の輸送が大きな課題となった。そこで1932年に上茶安別に集乳場が作られたことを皮切りに、中茶安別、徳富にも集乳場が設けられた。その後、1937年12月に年度内の完成を目指して知安別線の建設が始まる。雪害によって工事が遅れ竣工は翌年の5月となった。敷設工事は札幌の地田組が請け持ち、総工費は47133円。茶安別線の敷設や建設に係る文書はいまだに発見されておらず、建設の経緯は不明であるが、上チャンベツ地区は地理的に太田本村や厚岸市外より標茶町市街の方が近く、生乳の輸送や住民の交流が多かったことが背景にあると思われる。

### 軌道開通後
1938年6月22日に使用開始告示がなされる。使用開始後すぐに標茶と宮文の間の峠付近において土砂崩れが発生し、沢沿いの線路が流失してしまうが復旧工事は行われなかった。使用開始告示がなされた四年後の1942年2月26日に廃止告示がなされた。

### 年表
- 1937年12月:茶安別線の工事が始まる
- 1938年5月:茶安別線が竣工する
- 同年6月22日:使用開始告示が行われる。
- 1942年2月26日:廃止告示が行われる。

## 運行実態
軌道はあるものの他の簡易軌道とはと異なり運行組合が設置されず、北海道庁の路線別使用実績には掲載されていない。上チャンベツ付近で集乳缶をトロッコに乗せ それを手押しで集乳場がある宮文駅まで運んだという証言が見られ、馬を用いて馬鉄として運行されていたという証言は確認できない。

### 設備
途中の宮文駅は一面二線の構成になっており、行き違うことができた。また宮文駅は上チャンベツ神社の「宮」と上茶安別小中学校の「文」から名付けられた。台車は全てで15台用意され、倉庫は標茶駅にあった。上チャンベツの線路の終点には停留所が設けられておらず唐突に軌条が終わっており、最終的には中チャンベツまで建設する計画だったのではとする証言もある。